# Афанасьевы
Афана́сьевы (Офонасьевы) — дворянские роды.
В  1573 году опричниками Ивана Грозного числились: Панкрат, Василий, Грущ, Иван, Матвей, Наум, Афанасий, Семён и Тимофей Афанасьевы.
Лазарь Моисеевич Афанасьев, из церковников Юрьево-Польского уезда, лейб-компании гренадер, возведён в потомственное дворянское достоинство Российской Империи 31.12.1741. Жалован дипломом на дворянское достоинство 25.11.1751 (диплом лейб-компанский).

## Описание гербов

#### Герб. Часть XVIII. № 52.

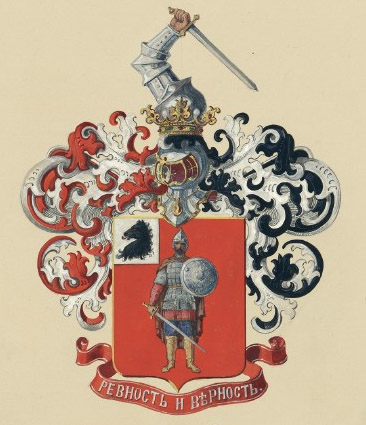
Герб рода Афанасьевых XVIIIв.

Герб рода Афанасьевых: в щите, имеющем красное поле, изображён славянский витязь во всеоружии. В верхней правой квадратной серебряной вольной части щита оторванная чёрная конская голова вправо с красными глазами и языком. Над щитом дворянский коронованный шлем. Нашлемник — правая рука в серебряных латах держит серебряный с золотой рукоятью меч. Намёт: справа красный с серебром, слева чёрный с серебром. Девиз: «РЕВНОСТЬ И ВѢРНОСТЬ» серебряными буквами на красной ленте.

#### Герб. Часть XIX. № 51.

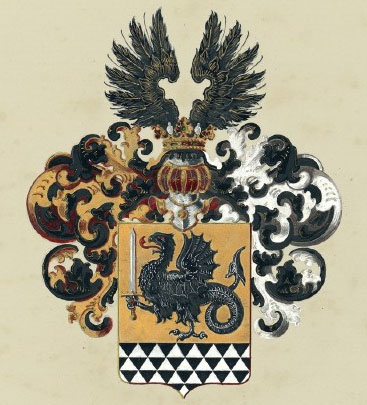
Герб рода Афанасьевых XIXв.

Герб потомства поручика Василия Семёновича Афанасьева: в золотом щите чёрный с красными глазами и языком дракон, обращённый вправо, держащий в правой лапе серебряный с золотой рукоятью меч. Оконечность щита разделена клинообразно четырьмя рядами чёрного с серебром. Над щитом дворянский коронованный шлем. Нашлемник — два чёрных орлиных крыла. Намёт справа чёрный с золотом, слева чёрный с серебром.

#### Герб. Часть I. № 60.

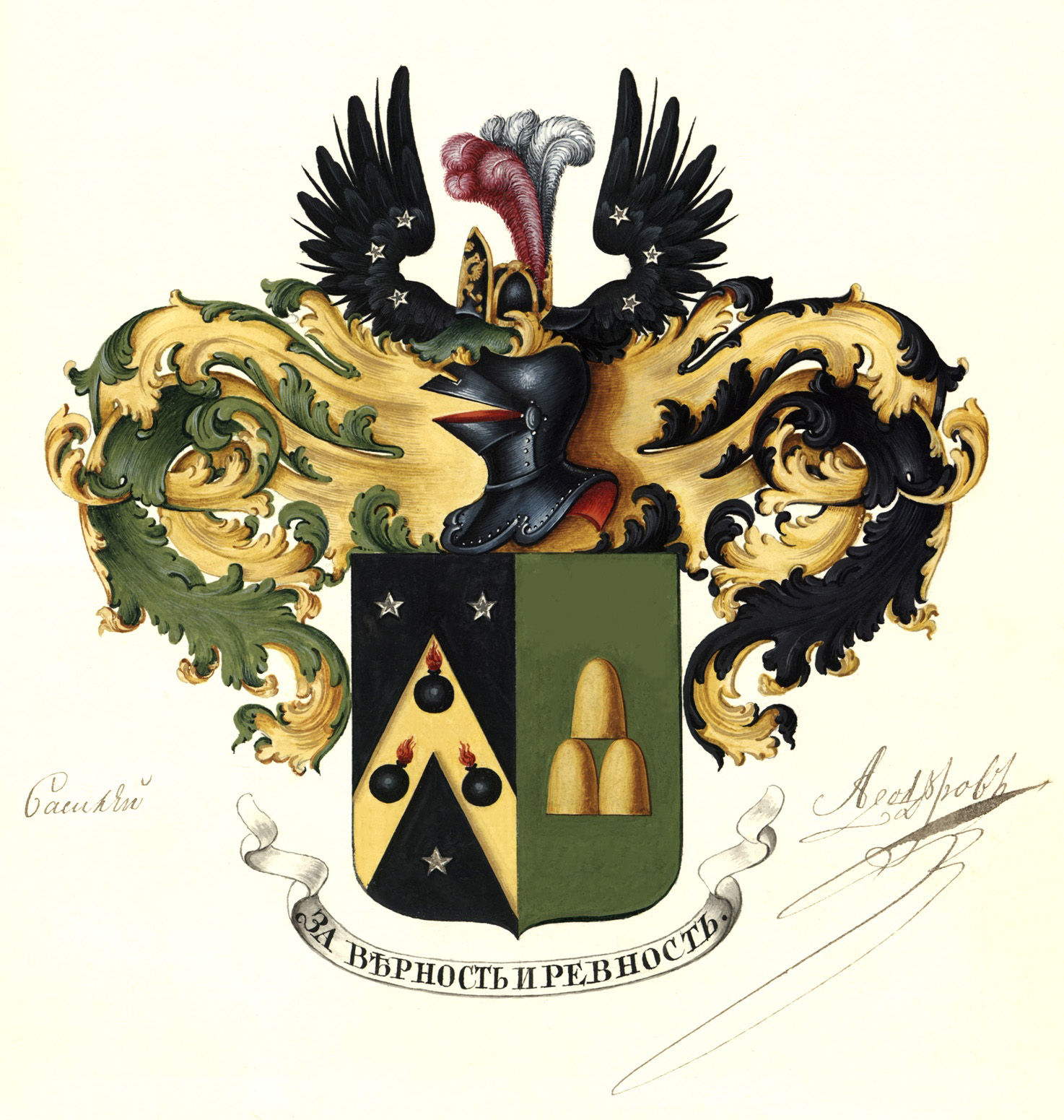
Герб Афанасьевых или Золотогрудовых

«На две части вдоль разделённый щит, у которого правая часть показывает в чёрном поле золотое стропило, с наложенными на нём тремя горящими гранатами натурального цвету между тремя серебряными звёздами, яко общий знак особливой Нам и всей Империи Нашей с помощью Всевышнего на родительский Наш наследный престол вступлении верно оказанной знатной службы и военной храбрости Нашей Лейбкомпании, а левая содержит в зелёном поле две серебряные золотым пламенем горящие свечи, положенные по правой диагональной линии. Над щитом открытый стальной дворянский шлем, который украшает наложенная на него обыкновенная Лейбкомпании гренадерская шапка с красными и белыми страусовыми перьями и с двумя по обеим сторонам распростёртыми орлиными крылами чёрного цвету на которых повторены три серебряные звезды. По сторонам щита опущен шлемовной намёт зелёного и чёрного цветов, подложенной с правой стороны серебром, а с левой золотом, с приложенною внизу щита надписью: "ЗА ВѢРНОСТЬ И РЕВНОСТЬ"».

#### Герб. Часть XXI.

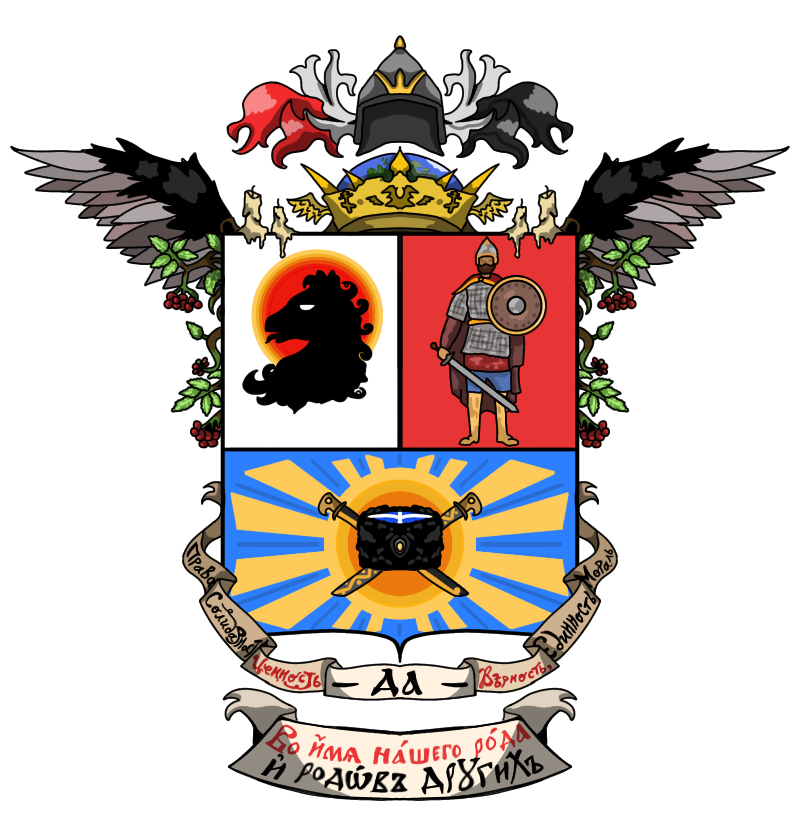
Герб Афанасьевых XXIв.

«В щите, в правой верхней части славянский витязь во все оружие как в Царском Селе. В левой верхней вольной части щита чёрная конская голова с червленым языком, сзади неё ярко-красное солнце. В нижней части щита чёрная терская казачья папаха, из которой идут солнечные лучи, а сзади папахи красуются две шашки с рукоятками, похожими на клюв птицы. По бокам щита показаны вьющиеся грозди рябины, а по бокам сверху показаны большие расправленные чёрные крылья. Но и сверху же красуется пятиконечная золотая корона с изображениями двуглавого орла и русских православных крестов, которые определяют принадлежность русского рода, а по бокам короны распахнутые золотые крылья. Рядом с ними ещё не пылающие свечи. Внутри короны лежит Земной шар, а над ним носит шлем.
Намёт: справа красно-червленый с белым, слева чёрный с белым. Девиз: ПРАВО, СОЛИДАРНОСТЬ, ЦЕННОСТЬ ДА ВѢРНОСТЬ, ЕДИННОСТЬ, МОРАЛЬ. Во и҆́мѧ  нашего
ро́да и҆ родѡ́въ дрꙋги́хъ.»

## В современное время

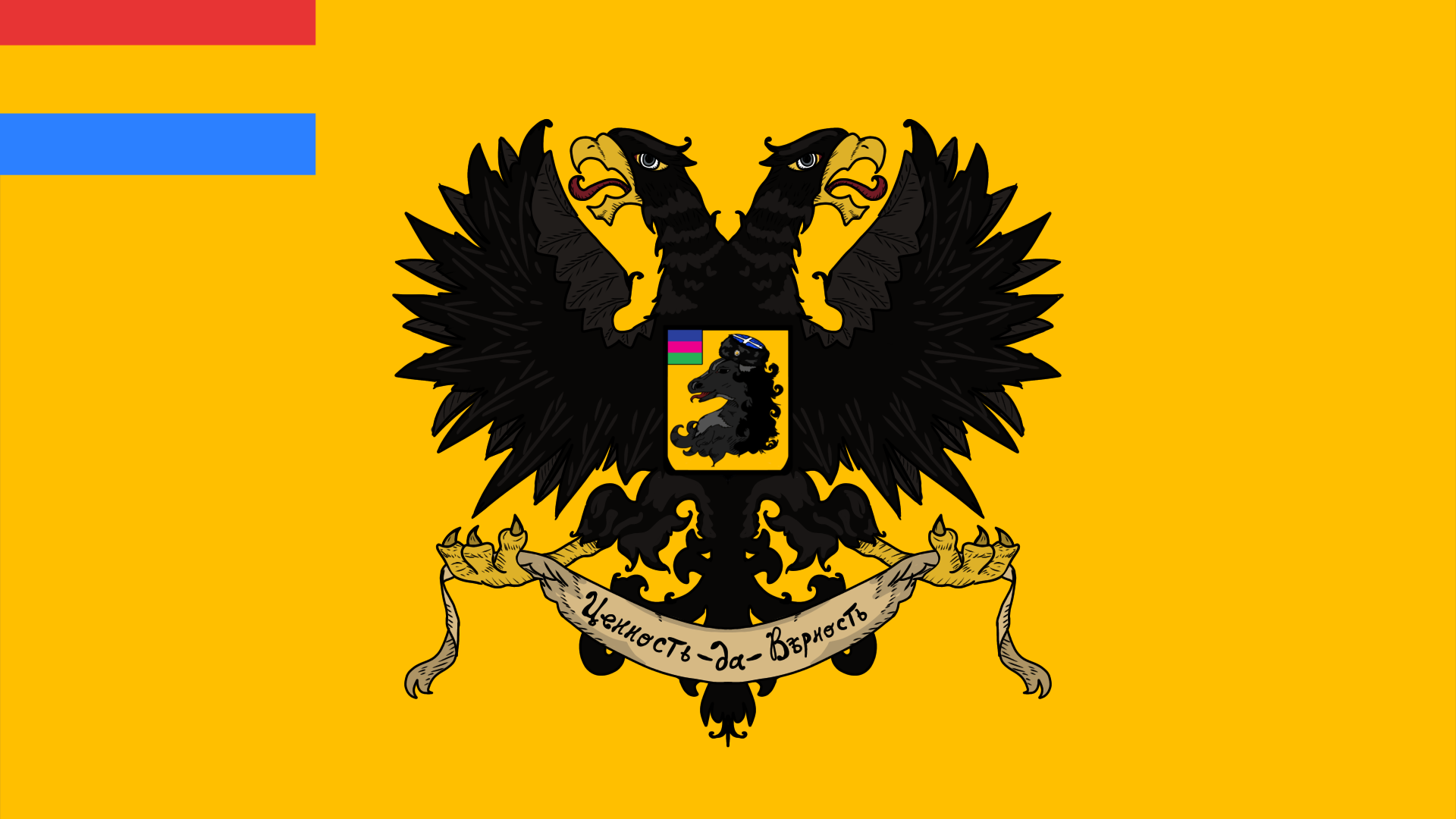
Новый флаг семейного древа Афанасьевых

В современное время у рода Афанасьевым появился новый флаг и герб. Сейчас Афанасьевы живущие в Москве пытаются сохранить стародавние традиции и обычаи, которые были на рубеже 18-19вв. Это большое проявление памяти и любви, по отношению к предкам. 
В отличие от герба, в XXI веке у рода "Афанасьевы" есть и свой флаг, с чёрным двуглавым орлом и с переделанной надписью, вместо "ЗА ВѢРНОСТЬ И РЕВНОСТЬ", теперь - "ЦЕННОСТЬ - ДА - ВѢРНОСТЬ".

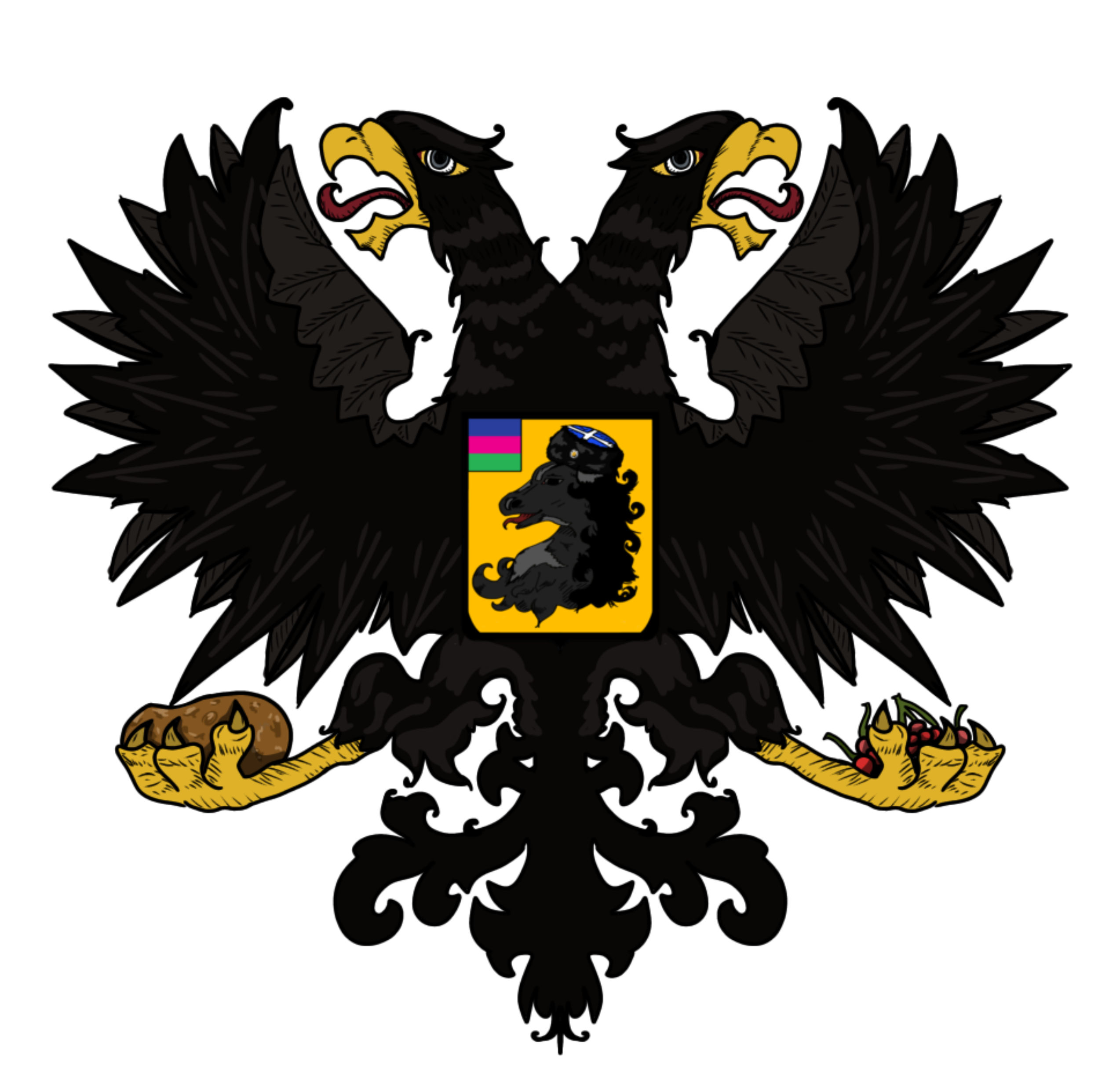

Двуглавый орёл Афанасьевых - это гербовая фигура в виде чёрного орла, имеющего две головы, обращённые вправо и влево.  Он больше всего похож на Двуглавого орла из Малого государственного герба Российской империи, но его главное отличие это отсутствие корон, лент, скипетра и державы.  Орёл Афанасьевых держит либо ленту, на которой написан  девиз: "ЦЕННОСТЬ - ДА - ВѢРНОСТЬ", либо держит картофель и гроздья рябины.
На орле красуется щит с головой чёрного коня с терской казачьей папахой, сбоку от которого цвета из Флага Краснодарского Края.

## Известные представители
- Афанасьев Дмитрий Иванович — дьяк, воевода в Верхотурье в 1676-1680 годах (дважды).
- Афанасьев Артемон — дьяк, воевода в Астрахани в 1679 году.
- Афанасьев Андрей — воевода в Самаре в 1698-1699 годах[3][4].
- Афанасьев Леонид Иванович — российский государственный и общественный деятель, городской голова Симбирска в 1909-1917 годах[5].